# Grotte de la Luire
La grotte de la Luire est située dans le massif du Vercors sur la commune de Saint-Agnan-en-Vercors dans le département français de la Drôme, en région Auvergne-Rhône-Alpes.
La grotte de la Luire est la plus grande résurgence vauclusienne sur la planète (-483m).
Pendant la seconde Guerre mondiale, le porche de la grotte a brièvement servi d'hôpital de fortune pour les résistants des maquis du Vercors.

## Histoire
L'entrée de la grotte est un porche naturel monumental, connu de longue date.
L'exploration des premiers conduits de la cavité a débuté à la fin du XIXe siècle.

Drapeau de la République libre du Vercors (juin-juillet 1944).

Durant la Seconde Guerre mondiale, le vaste porche d'entrée de la grotte abrite pendant quelques jours un hôpital de la Résistance. Le 27 juillet 1944, ce site est le théâtre d'une sanglante attaque lors d'un raid allemand contre le maquis du Vercors. Au cours de cette attaque, 17 blessés sont achevés sur place par les Nazis ; deux médecins et le prêtre Yves de Montcheuil sont fusillés à Grenoble un peu plus tard ; sept infirmières dont Rosine Crémieux sont envoyées en déportation à Ravensbrück.
Le mythe raconte que vit la Luire dans la grotte, une sorte de sirène sorcière qui quand elle est énervée fait monter l'eau et déclenche les fameuses crues de la grotte.

## Tourisme

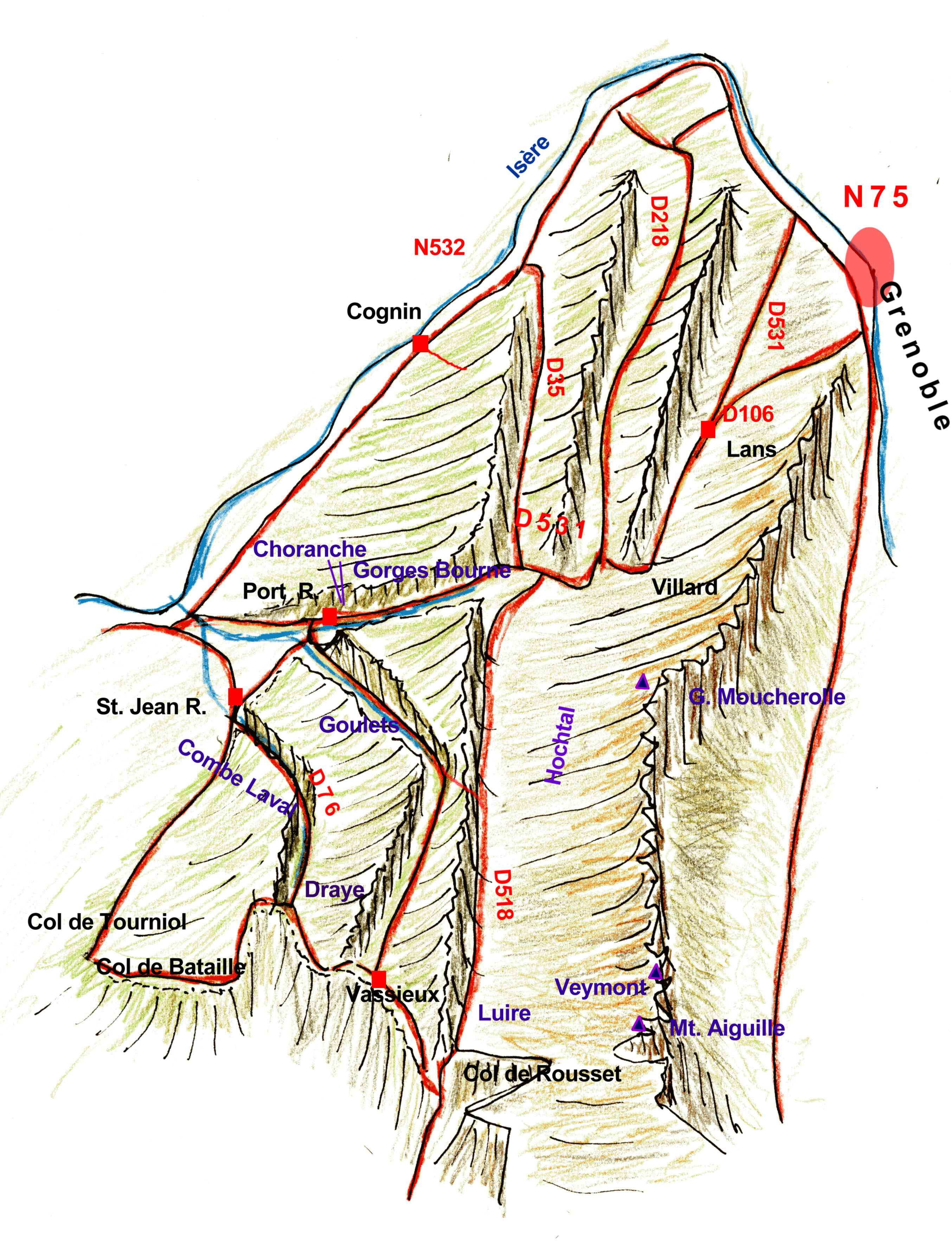
Localisation de la grotte de la Luire, au sud du Vercors, près du col de Rousset.

La visite guidée de la partie aménagée au public dure environ une heure, associée à une animation originale.
La visite de la grotte de la Luire permet d'entrevoir une des entrées du plus grand réseau souterrain de la Drôme, le réseau Luire-Bournillon. Le site naturel de la grotte de la Luire est un site classé patrimoine national, lieu de mémoire - patrimoine géologique.

## Spéléologie

### Géologie
La grotte de la Luire est un trop-plein de la Vernaison souterraine. En crue, lorsque l'eau sort par le porche de la grotte, on dit que la Luire « crève » ou « perce ».

### Explorations
Le 25 février 1896, plusieurs habitants de La Chapelle-en-Vercors entreprennent la première exploration. La profondeur approximative de 80 mètres est atteinte.
En 1898, Oscar Decombaz et son équipe pénètrent à leur tour dans la grotte ; la salle d'entrée porte aujourd'hui son nom.
Diverses explorations ont ensuite conduit les spéléologues jusqu'à une profondeur de -200 mètres. Les principales expéditions furent généralement conduites par le GSV (Groupe Spéléologique Valentinois) à partir de 1952.
Avec l'arrivée de techniques plus modernes, pompages et escalades ont amené le développement du réseau connu à plus de 54 kilomètres (56 182 mètres en novembre 2019), dont plus d'une dizaine derrière des siphons ; c'est la grotte la plus longue du Vercors[réf. nécessaire]. Dans sa dimension verticale, le siphon Oméga est un point bas découvert le 9 août 2003, à la profondeur de -483 mètres et le siphon du Crépuscule des Dieux à - 489 m en 2020.
En 2019, la grotte est toujours le théâtre d'explorations, notamment par les nouvelles générations de spéléologues du même Groupe Spéléologique Valentinois.